# يو إف سي ليلة القتال: فيلدر ضد هوكر
يو إف سي ليلة القتال: فيلدر ضد هوكر (بالإنجليزية: UFC Fight Night: Felder vs. Hooker)‏ هو حدث لفنون القتال المختلطة نظمته يو إف سي، أُقيم في 23 فبراير 2020، على سبارك أرينا في أوكلاند، نيوزيلندا.